# 恋のめまい愛の傷
『恋のめまい愛の傷』（こいのめまいあいのきず）は、一条ゆかりによる少女漫画作品である。

## あらすじ
婚約者・亮とともにパリから帰国した更紗。そこで突然、亮の父から元妻と復縁し、もう一人の息子と同居すると告げられる。亮の弟は、3年前愛し合いながらも泣く泣く別れを告げた少年・琳だった……

## 登場人物
倉橋 / 阿川 更紗（くらはし／あがわ さらさ）
主人公。大学ではフランス文学を専攻。パリ旅行で出会った琳と恋に落ちるが、恋愛にのめり込み過ぎる琳を危惧し、琳の母から別れを求められたこともあって、彼を捨てる形で別れる。3年後、亮と結婚するが……
阿川 琳（あがわ りん）
更紗の元恋人で、亮の弟。両親が離婚していた間は母の旧姓・大泉を名乗っていた。更紗と付き合っていたときは16～17歳で、家出し高校を辞めてまで更紗と暮らそうとする。3年後、義理の姉となった更紗に不敵な笑みを向けるが……
阿川 亮（あがわ りょう）
更紗の夫で、琳の兄。銀行員。26歳の時に更紗と結婚。更紗と琳の関係に気付くも、何も知らないふりを通そうとしたが……

## TVドラマ
2001年に台湾にて制作された。原題は『烈愛傷痕』。日本では2004年にBS日テレにて『恋のめまい愛の傷』の邦題で放送。

### エピソード・サブタイトル
全3話
| 各話  | サブタイトル |
| ----- | ------------ |
| 第1話 | 出逢い       |
| 第2話 | 葛藤         |
| 第3話 | 運命         |

### キャスト
| 日本版役名 | 台湾版役名 | 俳優名                          | 吹替え声優 |
| ---------- | ---------- | ------------------------------- | ---------- |
| 阿川亮     | 何梓諒     | 張學友 （ジャッキー・チュン）   | 大川透     |
| 倉橋更紗   | 更紗       | 莫文蔚 （カレン・モク）         | 幸田夏穂   |
| 大泉琳     | 張子霖     | 言承旭 （ジェリー・イェン、F4） | 小西克幸   |
| 阿川義高   | 何川       | 陶大偉 （タオ・ダーウェイ）     | 雨谷和砂   |
| 大泉美智子 | 張美智     | 李璇 （リー・シュアン）         |            |
| 春         | 春嬸       | 唐琪 （タン・チー）             |            |
| 石井美樹子 | 美樹       | 銭韋杉 （ウィニー・チェン）     | 冬馬由美   |
| 久保京子   | 京京       | 張本渝 （チャン・ペンユー）     |            |
| 森晃弘     | 阿森       | 郭世倫 （グオ・シーリン）       |            |

### スタッフ
- 原作 - 集英社ヤングユーコミックス／一条ゆかり『恋のめまい愛の傷』
- プロデューサー - 柴智屏、馮家瑞
- 脚本 - 柴智屏、毛訓容、鄒湘琴
- 企画 - 陽佳玉
- 監督 - 馬宜中
- 編集 - 汪作群、楊士藩
- 助監督 - 林宏杰
- 視覚指導 - 李進忠
- 美術指導 - 周卓偉
- 総執行 - 黄翔煒
- 執行協力 - 劉行、王傳仁
- 海外コーディネーター - Chantel P.C Chen
- 執行 - 潘兪、張斐智、王漢生、周哲光、曹景翔、蔡昕伶
- 衣装管理 - 湯素霞、張涵雯
- 撮影 - 林清芳
- 撮影助手 - 林文凱、馬忠信
- 照明 - 王理逵
- 照明助手 - 劉冠徳
- 編集責任 - 馬宜中
- ポスプロ - 張玉玫
- ポスプロ製作 - 快速前進
- 音楽 - 呉嘉莉
- 音響効果 - 嘉莉録音工房
- 主題編曲 - 范宗沛
- 音楽提供 - 環球唱片公司
- ヘアー - iN hair culture Benny
- メイク - 鄭沂婷、石静怡
- タイトル楽曲 - 『結束不是我要的結果』

作詞 - 鄒裕康 / 作曲 - 黄凱 / 歌 - 張學友
- エンディング楽曲 - 『我真的受傷了』

作詞 - 王菀之 / 作曲 - 王菀之 / 歌 - 張學友 / 楽曲提供 - WHAT'S MUSIC INTERNATIONAL INCORPORATED.

### ソフトウェア

#### DVD
販売元はエスピーオー
- 「恋のめまい愛の傷〜烈愛傷痕〜 DVD-BOX」（2005年4月8日）

### 日本国内放送局
| 放送地域 | 放送局     | 放送期間                | 放送日時                     | 放送系列 |
| -------- | ---------- | ----------------------- | ---------------------------- | -------- |
| 日本全域 | BSジャパン | 2011年2月10日 - 2月24日 | 毎週木曜 18時50分 - 19時45分 | BS放送   |